# Georges Taconet
Georges Marie Eugène Taconet, né le 17 août 1889 à Mont-Saint-Aignan et mort le 24 octobre 1962 à Sainte-Adresse, est un compositeur français originaire du Havre.

## Biographie
Mobilisé pendant la Première Guerre mondiale, il est brancardier au 3e bataillon du 129e régiment d'infanterie.
En 1926, il remporte le prix Gossier,.
Il est un arrière-petit-fils de Édouard Frère.

## Distinctions
- Croix de guerre 1914–1918, étoile de bronze (1916)[4].

## Travaux, éditions et enregistrements
- L'Attente mystique, triptyque de poèmes de l'abbé Louis Le Cardonnel (1862-1936), version pour orchestre jouée en 1927, Le Havre
- Quintette avec piano, interprété en 1932 à Paris, avec une critique favorable de Paul Le Flem
- Organ Prelude Orgue et Fugue, publié par Hérelle, évalué favorablement dans American Organist 1935[5]
- Plus de soixante chansons